# Nils Södergren
Nils Södergren, född 25 januari 1728 i Hålland, Undersåkers socken, död 19 november 1807 i Falun, var en svensk bruksägare och pietist.
Nils Södergren var son till bonden och nämndemannen Olof Hindersson och Gunilla Jonsdotter. Han genomgick 1744–1746 apologistklasserna vid Frösö skola. På 1750-talet var Södergren först bokhållare, sedan kassör och i början av 1760-talet inspektor vid Gustafsbergs och Carlbergs kopparverk vid Åreskutan. Genom giftermål med Kristina Hansdotter Busk blev han 1766 delägare i Ljusnedals bruk i Tännäs socken, vars ledare han var till 1790. Söderberg var en driftig brukspatron och försökte även förbättra befolkningens försörjning genom myrodling och införandet av potatisen. Genom hans understöd tillsattes 1770 en brukspredikant i Ljusnedal. De tio sista åren av sitt liv var han bosatt i Falun. Söderberg påverkades av den pietistiskt svärmiska rörelse, som under Mårten Thunborgs ledning uppstod i Lillhärdals socken och spreds över hela Jämtland. Han ville väcka nytt liv i den förfallna kristendomen. Detta mål sökte han uppnå genom utlysandet av pristävlingar över religiösa ämnen i Inrikes Tidningar. Han anordnade tre sådana, 1792, 1794 och 1795, varvid han själv betalade premierna. Svaren i den sista tävlingen utgavs av Söderberg i Wälmenta förslag till läroståndets moraliska förbättring i wårt kära fosterland (1801), vilken fick en ganska god spridning.